# Suwałki (Landgemeinde)
Die Gmina wiejska Suwałki ist eine Landgemeinde in der polnischen Woiwodschaft Podlachien und im Powiat Suwalski. Sitz der Landgemeinde ist die kreisfreie Stadt Suwałki, die weder dem Powiat noch der Gemeinde angehört. Die Gmina hat eine Fläche von 264,8 km² und 7826 Einwohner (Stand 31. Dezember 2020).

## Geographie

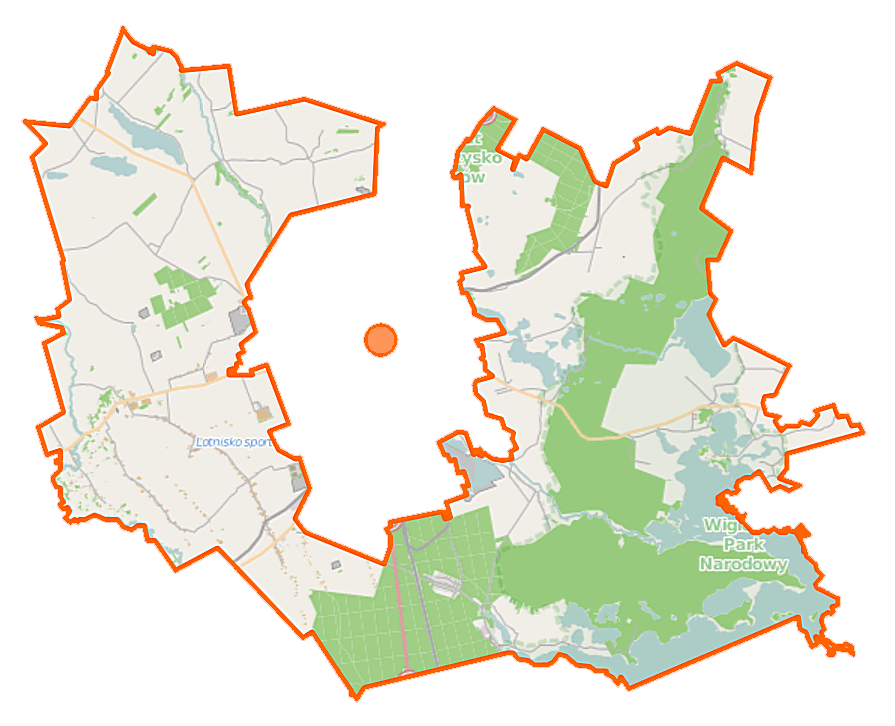
Karte der Landgemeinde Suwałki

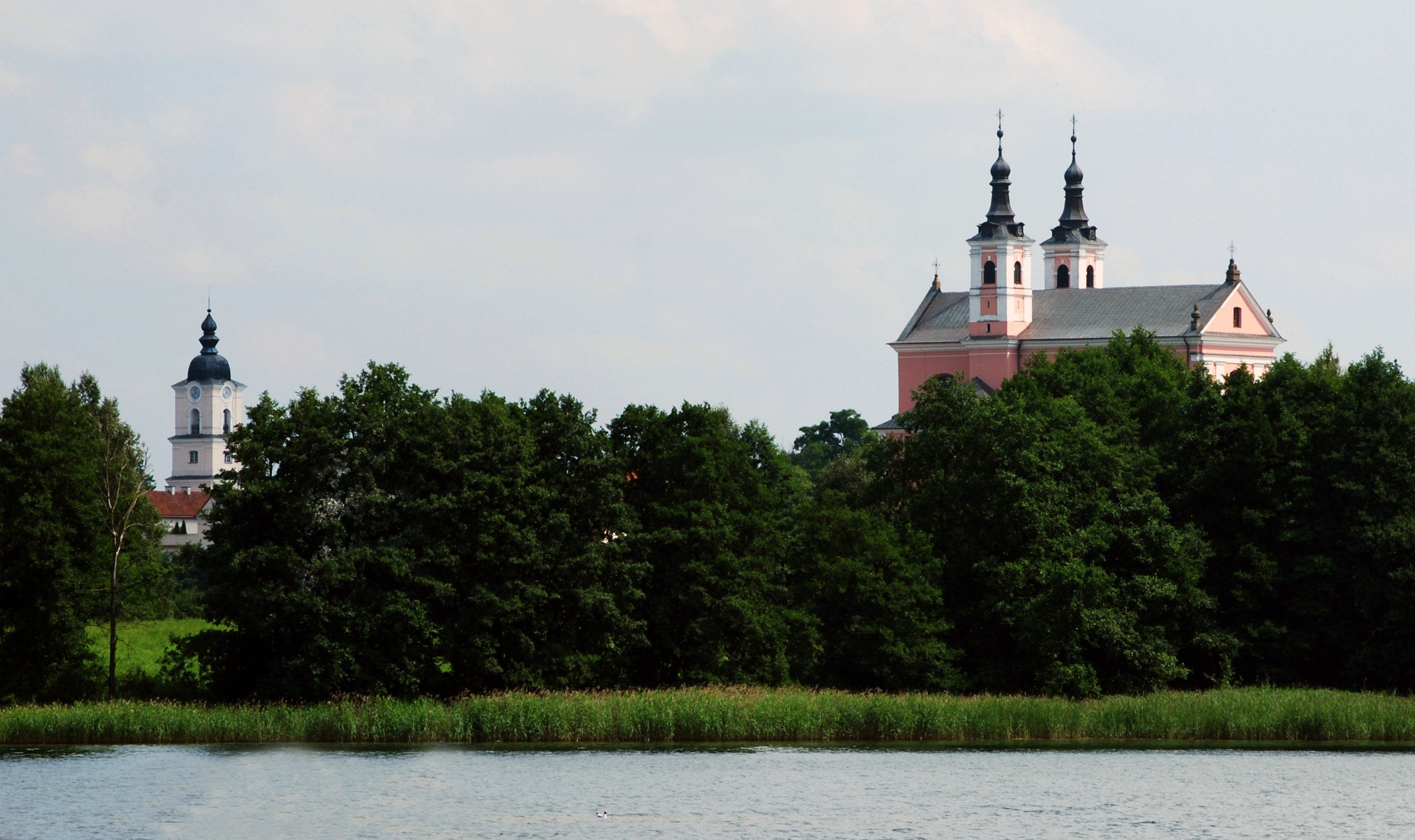
See und Kloster in Wigry

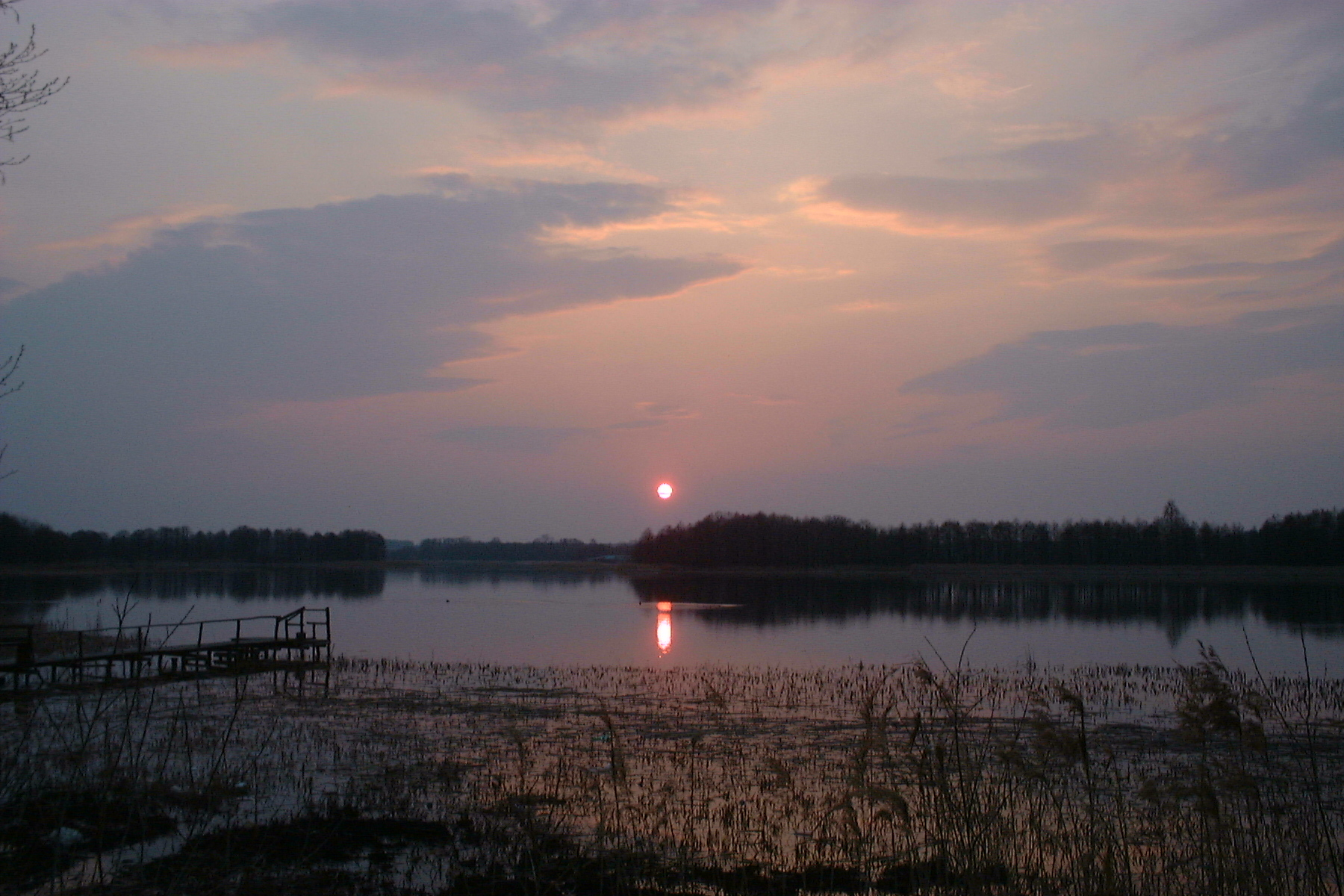
Wigrysee im Nationalpark

Die Landgemeinde grenzt an die Gemeinden und Ortschaften Bakałarzewo, Filipów, Jeleniewo, Krasnopol, Nowinka, Przerośl, Raczki, Szypliszki und die Stadt Suwałki, deren Gebiet sie fast vollständig umschließt. 28 % des Gemeindegebiets sind Wald.
Von militärstrategischer Bedeutung für die NATO ist die sogenannte „Suwałki-Lücke“, der nach der Gemeinde benannte etwa 100 Kilometer lange Grenzabschnitt zwischen Polen und Litauen: „Wenn dieser Korridor geschlossen wird, verwandeln sich die baltischen Staaten in eine Insel.“

## Geschichte
Bis 1795 gehörten die Stadt Suwałki und das sie umgebende Gebiet zum Großfürstentum Polen-Litauen. Bei der Dritten Teilung Polens kam es zu Preußen, wurde 1807 mit dem Herzogtum Warschau vereinigt und kam gemeinsam mit „Kongresspolen“ 1815 zum russischen Zarenreich.
1919 kam das Territorium zur Zweiten Polnischen Republik. 1939 wurde es im Zweiten Weltkrieg besetzt und gehörte bis 1944 als Teil des Landkreises Sudauen verwaltungsrechtlich zu Ostpreußen.

## Gemeindegliederung
Zur Gemeinde gehören die folgenden Ortschaften die 48 Schulzenämter (sołectwo) bilden:
Biała Woda, Białe, Bobrowisko, Bród Mały, Bród Nowy, Bród Stary, Burdeniszki, Cimochowizna, Czarnakowizna, Czerwony Folwark, Dubowo Drugie, Dubowo Pierwsze, Gawrych Ruda, Korkliny, Korobiec, Kropiwne Nowe, Kropiwne Stare, Krzywe, Kuków, Kuków-Folwark, Leszczewek, Lipniak, Magdalenowo, Mała Huta, Niemcowizna, Nowa Wieś, Okuniowiec, Osinki, Osowa, Piertanie, Płociczno (Płociczno-Osiedle und Płociczno-Tartak), Poddubówek, Potasznia, Przebród, Sobolewo, Stary Folwark, Taciewo, Tartak, Trzciane, Turówka Nowa, Turówka Stara, Wasilczyki, Wiatrołuża Pierwsza, Wychodne, Zielone Drugie, Zielone Kamedulskie, Zielone Królewskie und Żyliny.
Weitere Siedlungen sind:
Gielniewo, Huta, Leszczewo, Słupie, Wasilczyki-Gajówka und Wigry.

## Partnerschaften
Die Landgemeinde ist Partnerschaften eingegangen mit:
- dem Bezirk Marijampolė in Litauen
- dem Amt Zujūnai der Rajongemeinde Vilnius in Litauen
- der Gemeinde Sapotskin (Сапоцкін) im Hrodsenskaja Woblasz (Grodno) in Belarus.

## Natur und Kultur
Auf dem Gebiet der Landgemeinde liegt ein Teil des Wigierski-Nationalparks mit dem Wigrysee. Das ehemalige Kamaldulenserkloster in Wigry ist seit 1973 an den polnischen Staat vermietet, der es renoviert und zu einem Kulturzentrum mit Ausstellungen moderner Kunst, Konzerten und Workshops ausgebaut hat.